# Mistrzostwa Czterech Kontynentów w Łyżwiarstwie Figurowym 1999
Mistrzostwa czterech kontynentów w łyżwiarstwie figurowym 1999 – 1. edycja zawodów rangi mistrzowskiej dla łyżwiarzy figurowych z Azji, Afryki, Ameryki oraz Australii i Oceanii. Mistrzostwa odbywały się od 22 do 28 lutego 1999 w hali Halifax Metro Centre w kanadyjskim Halifax.
Mistrzami w konkurencjach solowych zostali Japończyk Takeshi Honda i Uzbeczka Tatiana Malinina. Wśród par sportowych triumfowali Chińczycy Shen Xue i Zhao Hongbo, zaś w parach tanecznych Kanadyjczycy Shae-Lynn Bourne i Victor Kraatz.

## Program zawodów
- 21–22 lutego – oficjalne treningi
- 23 lutego – uroczyste otwarcie zawodów, taniec obowiązkowy, program krótki par sportowych
- 24 lutego – program krótki solistek, program dowolny par sportowych
- 25 lutego – taniec oryginalny, program dowolny solistek
- 26 lutego – program krótki solistów, taniec dowolny
- 27 lutego – program dowolny solistów
- 28 lutego – pokazy mistrzów

## Klasyfikacja medalowa
| L.p. | Reprezentacja     | Złoto | Srebro | Brąz | Razem |
| ---- | ----------------- | ----- | ------ | ---- | ----- |
| 1    | Kanada            | 1     | 2      | 1    | 4     |
| 2    | Chiny             | 1     | 1      | 0    | 2     |
| 3    | Japonia           | 1     | 0      | 0    | 1     |
| 3    | Uzbekistan        | 1     | 0      | 0    | 1     |
| 5    | Stany Zjednoczone | 0     | 1      | 3    | 4     |

## Wyniki

### Soliści
| Poz. | Zawodnik             | Reprezentacja     | Punkty | SP | FS |
| ---- | -------------------- | ----------------- | ------ | -- | -- |
| 1    | Takeshi Honda        | Japonia           | 1,5    | 1  | 1  |
| 2    | Li Chengjiang        | Chiny             | 4,0    | 4  | 2  |
| 3    | Elvis Stojko         | Kanada            | 4,5    | 3  | 3  |
| 4    | Zhang Min            | Chiny             | 5,0    | 2  | 4  |
| 5    | Anthony Liu          | Australia         | 8,5    | 5  | 6  |
| 6    | Shepherd Clark       | Stany Zjednoczone | 9,0    | 8  | 5  |
| 7    | Trifun Živanović     | Stany Zjednoczone | 11,5   | 9  | 7  |
| 8    | Guo Zhengxin         | Chiny             | 11,5   | 7  | 8  |
| 9    | Roman Skorniakow     | Uzbekistan        | 13,0   | 6  | 10 |
| 10   | Emanuel Sandhu       | Kanada            | 14,0   | 10 | 9  |
| 11   | Jean-Francois Hebert | Kanada            | 16,5   | 11 | 11 |
| 12   | Yosuke Takeuchi      | Japonia           | 18,5   | 13 | 12 |
| 13   | Timothy Goebel       | Stany Zjednoczone | 19,0   | 12 | 13 |
| 14   | Ricky Cockerill      | Nowa Zelandia     | 21,5   | 15 | 14 |
| 15   | Jurij Litwinow       | Kazachstan        | 23,0   | 14 | 16 |
| 16   | Michael Amentas      | Australia         | 23,5   | 17 | 15 |
| 17   | Jin Yun-Ki           | Korea Południowa  | 25,0   | 16 | 17 |
| 18   | David del Pozo       | Meksyk            | 27,0   | 18 | 18 |

### Solistki
| Poz. | Zawodnicy                | Reprezentacja     | Punkty | SP | FS |
| ---- | ------------------------ | ----------------- | ------ | -- | -- |
| 1    | Tatiana Malinina         | Uzbekistan        | 1,5    | 1  | 1  |
| 2    | Amber Corwin             | Stany Zjednoczone | 3,0    | 2  | 2  |
| 3    | Angela Nikodinov         | Stany Zjednoczone | 5,0    | 4  | 3  |
| 4    | Erin Pearl               | Stany Zjednoczone | 5,5    | 3  | 4  |
| 5    | Fumie Suguri             | Japonia           | 7,5    | 5  | 5  |
| 6    | Shizuka Arakawa          | Japonia           | 9,5    | 7  | 6  |
| 7    | Jennifer Robinson        | Kanada            | 11,5   | 9  | 7  |
| 8    | Anastasiya Gimazetdinova | Uzbekistan        | 12,0   | 8  | 8  |
| 9    | Joanne Carter            | Australia         | 13,0   | 6  | 10 |
| 10   | Angela Derochie          | Kanada            | 15,5   | 13 | 9  |
| 11   | Yuka Kanazawa            | Japonia           | 16,0   | 10 | 11 |
| 12   | Annie Bellemare          | Kanada            | 18,0   | 12 | 12 |
| 13   | Shirene Human            | Południowa Afryka | 18,5   | 11 | 13 |
| 14   | Lu Meijia                | Chiny             | 22,0   | 14 | 15 |
| 15   | Pang Rui                 | Chiny             | 22,5   | 17 | 14 |
| 16   | Simone Joseph            | Południowa Afryka | 23,5   | 15 | 16 |
| 17   | Paula Clair Stephenson   | Południowa Afryka | 25,0   | 16 | 17 |
| 18   | Guinevere Chang          | Chińskie Tajpej   | 27,5   | 19 | 18 |
| 19   | Rocia Salas Visuet       | Meksyk            | 28,0   | 18 | 19 |
| 20   | Maria Fernanda Puente    | Meksyk            | 30,0   | 20 | 20 |

### Pary sportowe
| Poz. | Zawodnicy                                 | Reprezentacja     | Punkty | SP | FS |
| ---- | ----------------------------------------- | ----------------- | ------ | -- | -- |
| 1    | Shen Xue / Zhao Hongbo                    | Chiny             | 1,5    | 1  | 1  |
| 2    | Kristy Sargeant / Kris Wirtz              | Kanada            | 4,0    | 4  | 2  |
| 3    | Danielle Hartsell / Steve Hartsell        | Stany Zjednoczone | 4,5    | 3  | 3  |
| 4    | Valerie Saurette / Jean-Sebastien Fecteau | Kanada            | 5,0    | 2  | 4  |
| 5    | Pang Qing / Tong Jian                     | Chiny             | 7,5    | 5  | 5  |
| 6    | Tiffany Scott / Philip Dulebohn           | Stany Zjednoczone | 9,0    | 6  | 6  |
| 7    | Natalia Ponomariewa / Jewgienij Swiridow  | Uzbekistan        | 10,5   | 7  | 7  |
| 8    | Irina Szabanow / Artem Kniazew            | Uzbekistan        | 12,0   | 8  | 8  |

### Pary taneczne
| Poz. | Zawodnicy                                   | Reprezentacja     | Punkty | CD1 | CD2 | OD | FD |
| ---- | ------------------------------------------- | ----------------- | ------ | --- | --- | -- | -- |
| 1    | Shae-Lynn Bourne / Victor Kraatz            | Kanada            | 2,0    | 1   | 1   | 1  | 1  |
| 2    | Chantal Lefebvre / Michel Brunet            | Kanada            | 4,4    | 3   | 3   | 2  | 2  |
| 3    | Naomi Lang / Peter Tchernyshev              | Stany Zjednoczone | 5,6    | 2   | 2   | 3  | 3  |
| 4    | Megan Wing / Aaron Lowe                     | Kanada            | 8,8    | 7   | 5   | 4  | 4  |
| 5    | Debbie Koegel / Oleg Fediukov               | Stany Zjednoczone | 11,2   | 4   | 6   | 7  | 5  |
| 6    | Nakako Tsuzuki / Rinat Farkhoutdinov        | Japonia           | 11,4   | 5   | 7   | 5  | 6  |
| 7    | Zhang Weina / Cao Xianming                  | Chiny             | 12,6   | 6   | 4   | 6  | 7  |
| 8    | Jelizawieta Stiekolnikowa / Mark Fitzgerald | Kazachstan        | 16,0   | 8   | 8   | 8  | 8  |
| 9    | Rie Arikawa / Kenji Miyamoto                | Japonia           | 18,8   | 9   | 10  | 10 | 9  |
| 10   | Nozomi Watanabe / Akiyuki Kido              | Japonia           | 19,2   | 10  | 9   | 9  | 10 |
| 11   | Danielle Rigg-Smith / Trent Nelson-Bond     | Australia         | 23,4   | 11  | 12  | 13 | 11 |
| 12   | Portia Duval / Francis Rigby                | Australia         | 23,8   | 12  | 11  | 12 | 12 |
| 13   | Olga Akimova / Andriej Driganow             | Uzbekistan        | 24,8   | 13  | 13  | 11 | 13 |